# قانون ديني

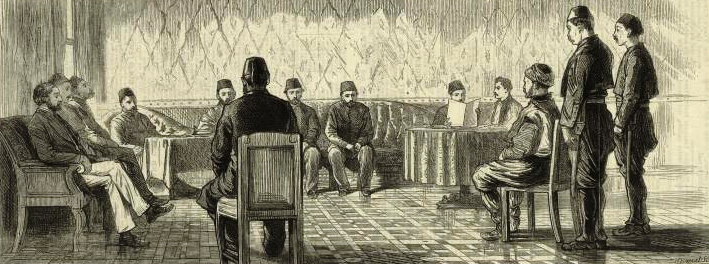

يشير القانون الديني إلى القوانين الأخلاقية والأدبية التي تدرسها التقاليد الدينية. ومن الأمثلة على ذلك القانون الكنسي المسيحي ، والشريعة الإسلامية ، والهلاخا اليهودية، والقانون الهندوسي.
يختلف النظامان الأبرزان، القانون الكنسي والشريعة بشكل كبير في أن القانون الكنسي يستند إلى قانون كاثوليكي، وأنجليكاني وأرثوذكسي مقنن، في حين أن الشريعة مشتقة من مصادر متعددة، بما في ذلك الإجماع الفقهي والقياس.
دين الدولة (أو الكنيسة القائمة) هو هيئة دينية معتمدة رسميًا من قبل الدولة. الثيوقراطية هي شكل من أشكال الحكومة التي يتم فيها الاعتراف بالله أو الإله باعتباره الحاكم المدني الأعلى.